# Dubanský rybník
Dubanský rybník o rozloze vodní plochy 0,44 ha se nalézá na jižním okraji obce Dubany v okrese Pardubice. V roce 2012 byla provedena jeho revitalizace a odbahnění. Pod hrází rybníka se nalézá budova bývalého dubanského mlýna. Rybník je využíván pro chov ryb.

## Galerie

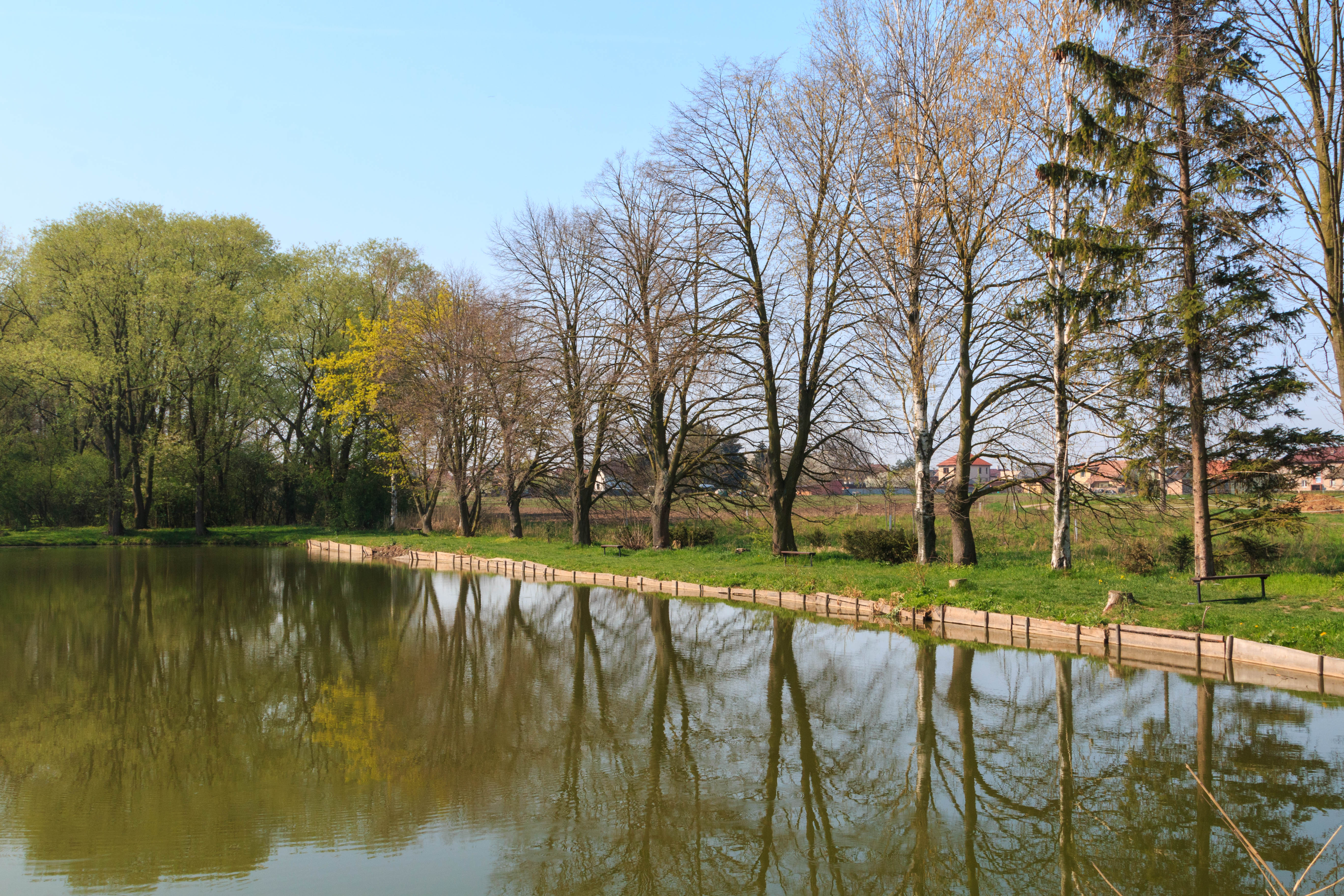
pohled na dubanský rybník
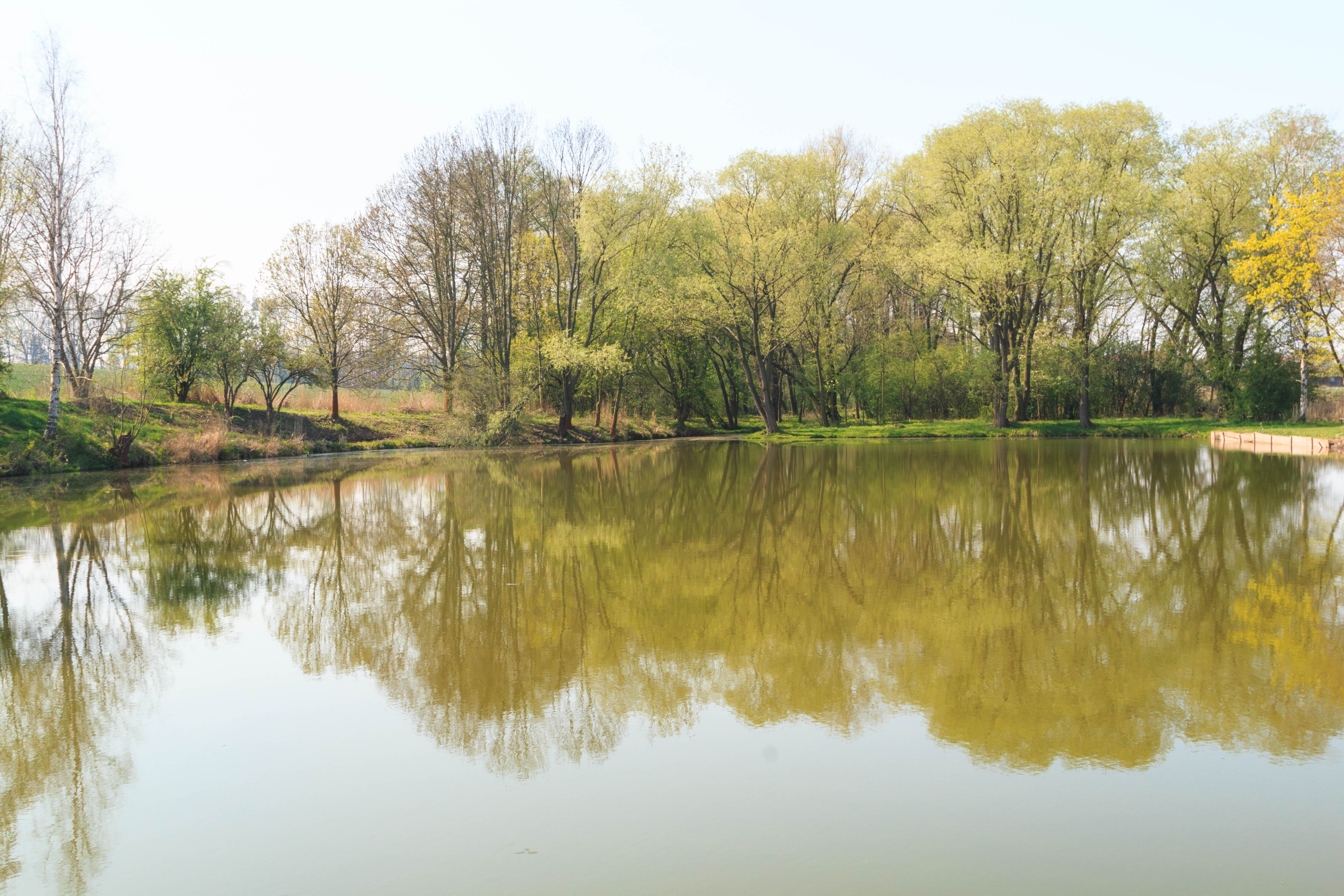
pohled na dubanský rybník
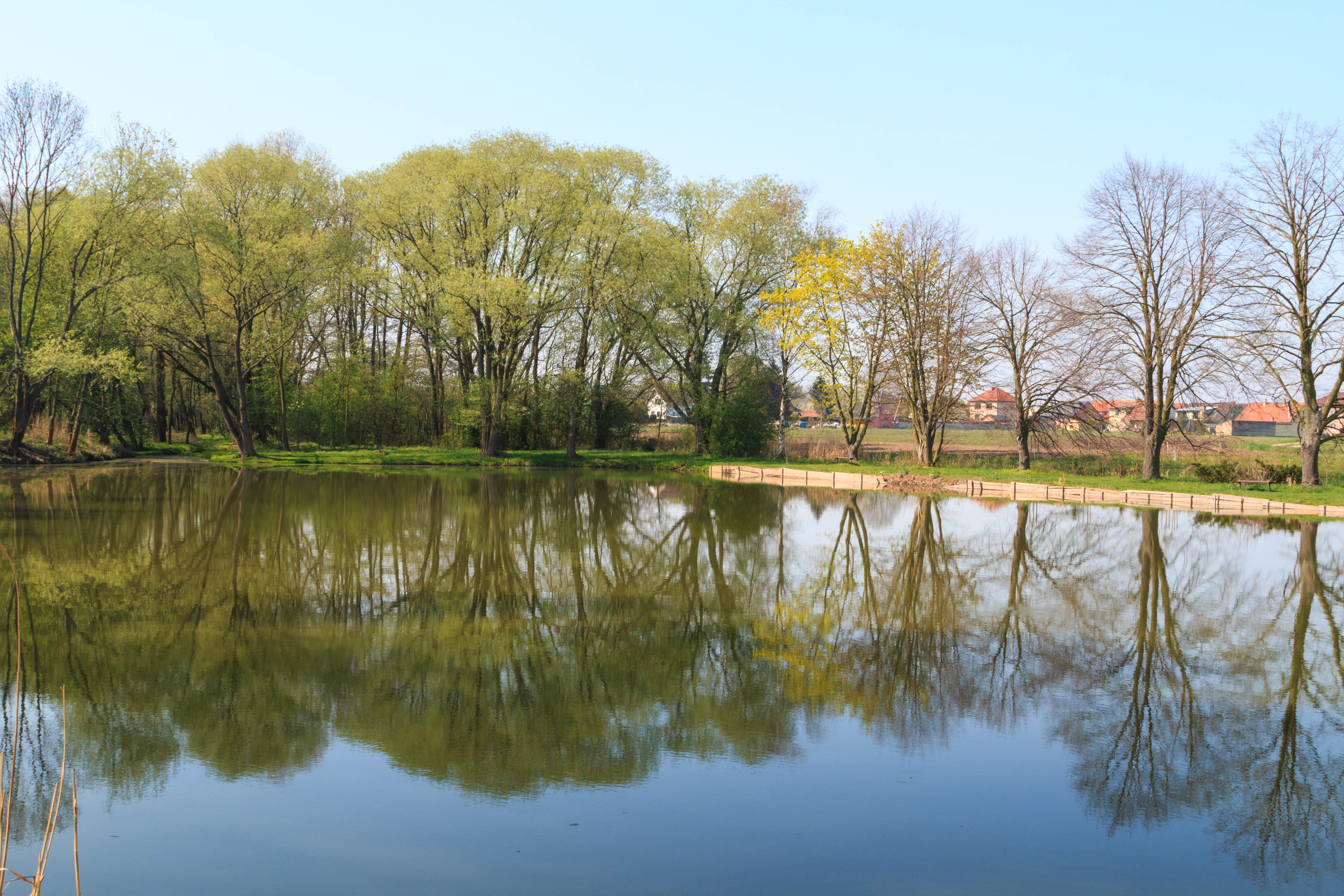
pohled na dubanský rybník
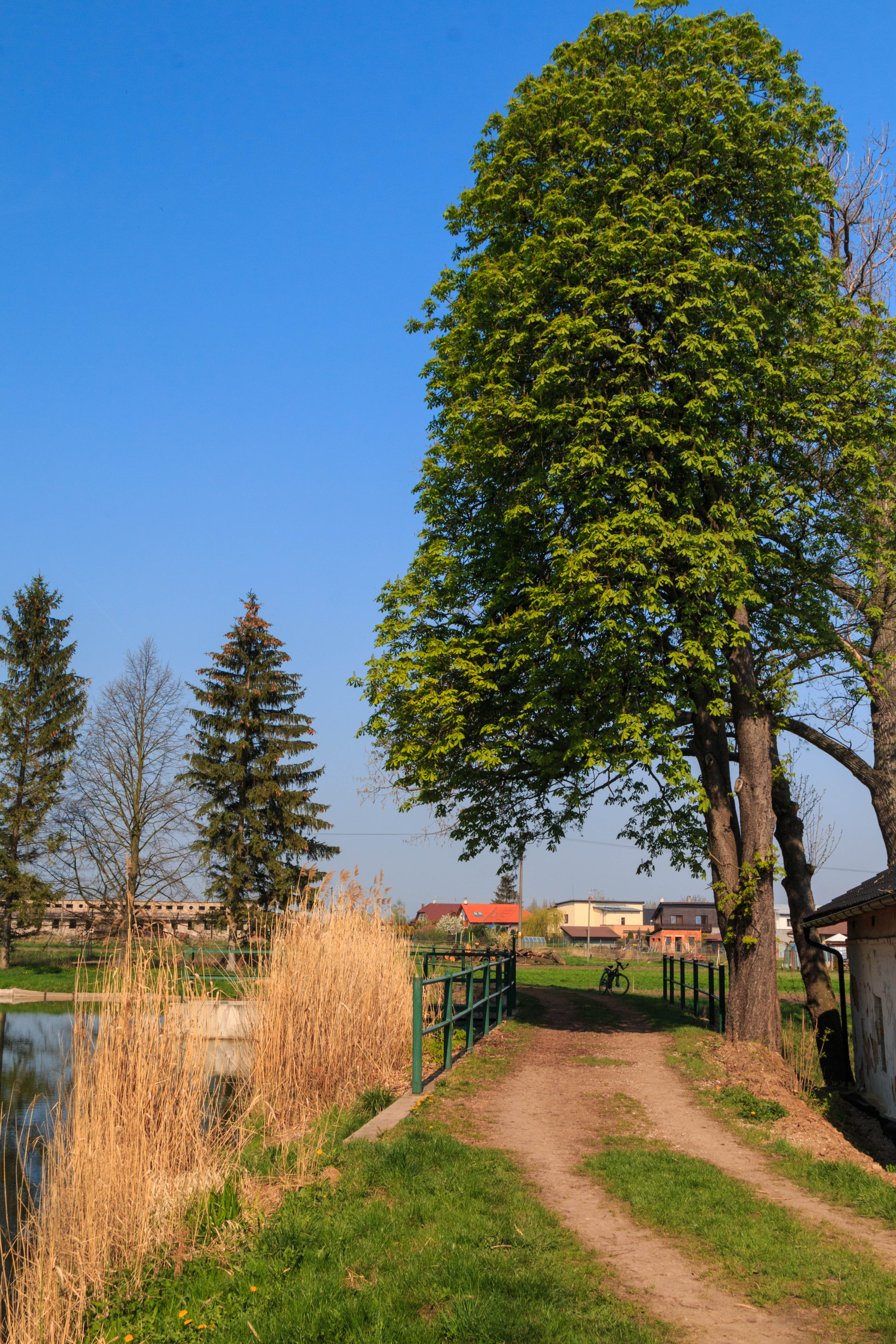
pohled na dubanský rybník